# موز بائنسیس
موز بائنسیس (نام علمی: Musa bauensis) نام یک گونه از سرده موز است.